# مرکز کنوانسیون دیوید لارنس

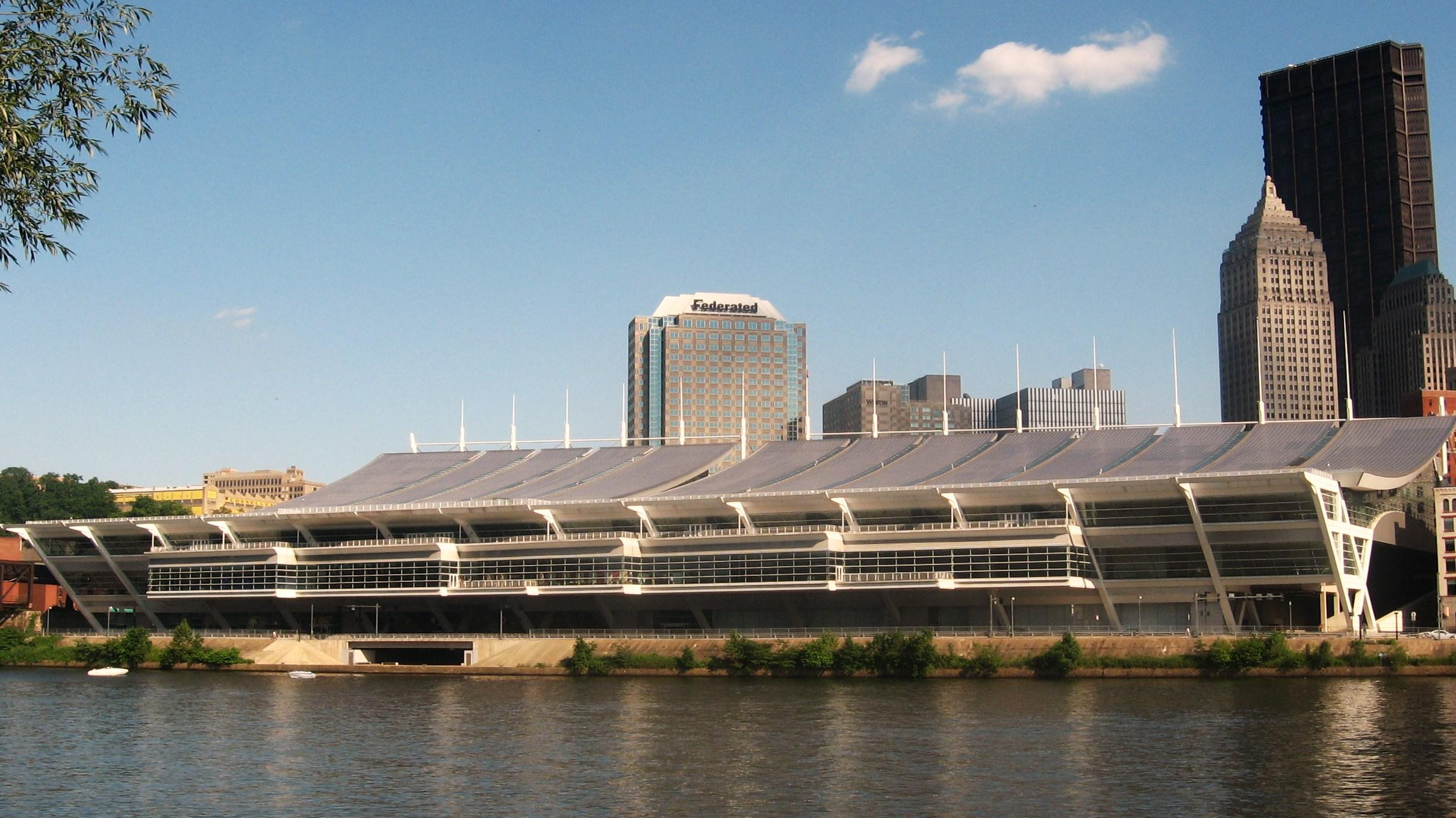
ساختمان مرکز کنوانسیون دیوید لارنس، پیتسبورگ - ۲۰۰۸

مرکز کنوانسیون دیوید لارنس با مساحت ۱٬۵۰۰٬۰۰۰ فوت مربع (۱۴۰٬۰۰۰ متر مربع) و فضاهایی شامل کنوانسیون، کنفرانس و ساختمان نمایشگاه، در مرکز شهر پیتسبورگ از ایالت پنسیلوانیا، در کشورهای مشترک‌المنافع ایالات متحده آمریکا است. و به واسطه دو خروجی در بزرگراه بین ایالتی ۵۷۹، خدمات رسانی می‌کند. مرکز کنوانسیون لارنس در محل مورد نظر، در ۷ فوریه ۱۹۸۱ کامل شد اما به عنوان بخشی از طرح نوسازی جدید، مرکز به طور کامل دوباره طراحی شد و در سال ۲۰۰۳ کامل شد و شروع به کار کرد. و بودجه آن مربوط به مزرعه هینز که در آن نزدیکی قرار داشت و پارک PNC بود. موقعیت این بنا در ساحل جنوبی رودخانه آلجنی قرار داشت. و به عنوان اولین مرکز کنوانسیون، در شمال آمریکا و اولین بنا در جهان، گواهینامه مدرک لید را دریافت کرد؛ که متعل به مرکز ورزش و نمایشگاه سازمان پیتسبورگ و رودخانه آلجنی، در این کشور است.

## تاریخچه
در اوایل سال ۱۹۷۰ یک سایت در طرف مقابل مرکز شهر پیتسبورگ، در سواحل رودخانه مونونگاهل، برای مرکز کنوانسیون مدرن در نظر گرفته شد. در ۲۰ سپتامبر ۱۹۷۱ ایالات مشترک‌المنافع پنسیلوانا موفق به قطعی کردن این مکان شدند و در تاریخ ۱۰ دسامبر ۱۹۷۴ شهرستان و استان‌های مشترک‌المنافع این سایت، به آرامی کار را بر روی سایت شروع کردند و در فوریه ۱۹۸۱ کار به پایان رسید. در ۳ فوریه ۱۹۹۹، پس از مشترک‌المنافع شدن بودجه برای طراحی مجدد مرکز، معماری به نام رافائل وینولی در ۲۸ فوریه ۱۹۹۹ برای طراحی مدرن این مرکز انتخاب شد. وینولی به همراه مک فارلین و همکاران، شرکت مهندسی گلدریچ ساختمان را با هزینه ۳۵۴ میلیون دلار (۴۹۶ میلیون دلار امروزی) دوباره سازی کردند. با نقطه عطفی بین رودخانه که شامل: ۳۱۳۴۰۰ فوت مربع (۲۹۱۰۰ متر مربع) از فضای نمایشگاهی، ۲۳۶٬۹۰۰ فوت مربع (۲۲٬۰۰۰ مترمربع) از فضاهایی که دارای ستون آزاد هستند، ۷۶۵۰۰ فوت مربع (۷۱۰۰ مترمربع) از فضاهای نمایشگاهی اضافه شده، ۳۱۶۱۰ فوت مربع (۲۹۴۰ مترمربع) سالن رقض باله، ۵۱ سالن جلسه، ۲ سالن سخنرانی دارای ۲۵۰ صندلی با قابلیت‌های اجرا و نمایش از راه دور، و ۴۵۰۰ فوت مربع (۴۲۰ مترمربع) از فضای خرده فروشی –که در حال حاضر در حال توسعه است-. وینولی، طراحی را با هدفی که در ذهنش بود انجام داد. هدف گرفتن گواهینامه ساختمان سبز بود. در سال ۲۰۰۳ مدرک طلایی لید از طرف شورای ساختمان سبز ایالات متحده آمریکا در مصرف بهینه انرژی به ساختمان داده شد. و این مرکز کنوانسیون به عنوان اولین مرکز کنوانسیون در ایالات متحده آمریکا و اولین و بزرگترین ساختمان سبز در جهان معرفی شد.
ساختمان فعلی جایگزین مرکز کنوانسیون سابق شد که در سال ۱۹۸۱ به همین نام ساخته شده بود. مرکز کنوانسیون سابق با مساحت ۱۳۱٬۰۰۰ فوت مربع (۱۲٬۰۰۰ مترمربع) بود و فاقد سالن رقص باله بود.
همه ساختمان‌های قدیمی اطراف این سایت، برای ساختن راه و دسترسی به ساختمان جدید مرکز کنوانسیون تخریب شد.
این ساختمان سال ۲۰۰۴، جایزه را برای تعالی مهندسی سازه از موسسه مهندسین سازه به دست‌آورد.